# Candaco (oficial)
Candaco (em latim: Candacus) foi um oficial alano dos século V-VI, ativo na corte de Teodorico, o Grande  (r. 474–526). Ele serviu como saião (em latim: saio) e em 507/511 deu proteção (tuitio), sob ordens de Teodorico, para um certo Crispiano.